# Begovo Brdo (Chorwacja)
Begovo Brdo – wieś w Chorwacji, w żupanii karlowackiej, w gminie Cetingrad. W 2011 roku liczyła 4 mieszkańców.